# Mormonizm w Ghanie
Mormonizm w Ghanie – obecność i struktury wyznań należących do ruchu świętych w dniach ostatnich w Ghanie.
Obecność tej tradycji religijnej na terytorium Ghany sięga schyłku okresu kolonialnego. Przynajmniej w przypadku Kościoła Jezusa Chrystusa Świętych w Dniach Ostatnich, zatem największej denominacji mormońskiej, na jej pojawienie się w tym kraju znaczny wpływ miały motywowane rasowo ograniczenia nakładane na wiernych afrykańskiego pochodzenia. Aż do 1978 bowiem wierni tego kościoła wywodzący się z Afryki bądź mający afrykańskie korzenie nie mieli wstępu do świątyń. Mężczyźni natomiast nie mogli być posiadaczami kapłaństwa. Wielu mieszkańców Ghany nabyło rozpowszechniane przez kościół z siedzibą w Salt Lake City broszury misyjne oraz egzemplarze Księgi Mormona już w początkach lat 50. Czyni to z Ghany jeden z pierwszych krajów Afryki Subsaharyjskiej, którego mieszkańcy zainteresowali się mormonizmem. Do siedziby kościoła w Salt Lake City z czasem zaczęły przychodzić z Ghany liczne prośby o literaturę kościelną. Wspomniane ograniczenia rasowe powodowały, że formalne ustanowienie struktur kościelnych było niemniej w zasadzie niemożliwe. Zarejestrowano w owym okresie kilka kościołów w Ghanie noszących identyczną nazwę do kościoła z siedzibą w Utah. Część z nich związała się później właśnie z kościołem z siedzibą w Salt Lake City. Otwarcie świątyń dla osób afrykańskiego pochodzenia w 1978 dało impuls do szybkiego wzrostu liczebnego ghańskich wiernych zrzeszonych w tej denominacji, przekraczając wreszcie 101 tysięcy (2022). W kraju funkcjonuje także jedna mormońska świątynia.
Wierni zrzeszeni w Kościele Jezusa Chrystusa Świętych w Dniach Ostatnich nie stanowią i nie stanowili jednak jedynych wyznawców mormonizmu w Ghanie. Tym samym, w Ghanie funkcjonuje także szereg innych, relatywnie niewielkich kościołów odwołujących się w swojej doktrynie do nauk Josepha Smitha. Swych wiernych ma w niej Church of Jesus Christ Restored 1830, kościół założony w 2002 przez Nolana Glaunera z siedzibą w Buckner w stanie Missouri. A.F. Mensah natomiast w 1962 utworzył w stołecznej Akrze Kościół Jezusa Chrystusa Świętych w Dniach Ostatnich, korzystając z materiałów nadesłanych przez kościół w Utah oraz wzorując się na jego strukturze. Wielu z jego przywódców oraz tysiące wiernych przyłączyło się wprawdzie do kościoła z siedzibą w Utah po 1978. Częste były również jednak przypadki odmowy współpracy z denominacją z Salt Lake City, właśnie ze względu na jego jawnie rasistowską politykę oraz nauki. Joseph W.B. Johnson, zamieszkujący w Ghanie Nigeryjczyk założył w 1964 własny kościół, ponownie o nazwie identycznej do tej noszonej przez największą denominację mormońską z siedzibą w Utah. Przystąpił on zresztą właśnie do tego kościoła w 1978, budząc przy tym protesty części swoich wiernych.
Istnieją bądź istniały również w Ghanie kościoły, które nie zdecydowały się na połączenie z największą mormońską denominacją po 1978. Jedną z takich wspólnot był Apostolski Niebiański Kościół Ghany, złożony z dawnych zwolenników wspomnianego już wyżej Johnsona. Grupa ta miała raczej efemeryczny charakter, a przynależni do niej wierni szybko rozproszyli się, dołączając do najrozmaitszych innych działających w kraju kościołów.
Księga Mormona została przetłumaczona na kilka języków rodzimych dla Ghany. Kościół Jezusa Chrystusa Świętych w Dniach Ostatnich wydał ją w całości w fante (2003) oraz twi (2005). Kultura świętych w dniach ostatnich znalazła pewne odzwierciedlenie w samej Ghanie. W stołecznej Akrze funkcjonuje chociażby założony przez jednego z miejscowych konwertytów na mormonizm Deseret Hospital. Nazwa placówki nawiązuje bezpośrednio do Księgi Mormona oraz do utrwalonego w niej jeredyckiego słowa mającego oznaczać pszczołę miodną.